# Solomon (neveu de Solomon)
Pour les articles homonymes, voir Solomon.
Solomon (en grec ancien : Σολόμων (Salómon)) est un officier militaire byzantin actif en Afrique sous l'empereur Justinien (527-565). Il est le plus jeune fils du père Bacchus, le frère des officiers Serge et Cyrus et le neveu du célèbre général byzantin Solomon. Sa première mention dans les sources survient en 544, lors de la campagne de son oncle contre le chef berbère Antalas à Théveste ; d'après les sources, il est à cette époque encore très jeune. Il participe à la désastreuse bataille de Cillium contre Antalas, où il a été déclaré mort, mais avait en fait été fait prisonnier par les Berbères, qui l'ont épargné en raison de son jeune âge. Parmi les Berbères, il s'identifie comme un Vandale, esclave de Solomon, et réussit à obtenir de Pegasus, médecin de Laribus, son rachat pour 50 aureus. Une fois à l'intérieur de la ville, il révèle sa véritable identité aux Berbères et s'est moqué d'eux, ce qui les a amenés à commencer à encercler la ville. Les habitants ont été forcés de payer 3 000 aureus pour les faire partir.
Après cet événement, Solomon et Pegasus sont partis pour Carthage avec des soldats. En chemin, Pegasus l'a réprimander pour quelque acte d’injustice et Solomon, en colère, l’a tué. À son retour à Constantinople, il est acquitté par l'empereur et l'impératrice, au motif que Pegasus était un traître. Selon l'historien byzantin Procope de Césarée, son absolution était due à la grande faveur que son frère Serge avait de l'impératrice Théodora (527-548). Une lettre impériale est publiée dans laquelle il obtient l'immunité à cet égard et a le droit de retourner à Dara pour rendre visite à sa famille. Il est mort en cours de route.

## Référencement